# Gwizdaczowate
Gwizdaczowate (Eopsaltriidae) – nieuznawana obecnie rodzina ptaków z rzędu wróblowych (Passeriformes), do której zaliczano około czterdziestu gatunków ptaków, występujących w Australazji i na wyspach Pacyfiku.

## Podział systematyczny
Rodzina ta tradycyjnie obejmowała gatunki jedenastu rodzajów: Heteromyias, Poecilodryas, Peneothello, Peneoenanthe, Tregellasia, Eopsaltria, Pachycephalopsis, Monachella, Microeca, Eugerygone, Petroica, jednak nowsze publikacje grupują je, wraz z kilkoma innymi, w osobną rodzinę – skalinkowatych (Petroicidae).